# Ringo Starr & His All-Starr Band
Ringo Starr & His All Starr Band je anglická rocková superskupina. Jedná se o doprovodnou skupinu Ringo Starra, dřívějšího člena skupiny The Beatles. Skupina vznikla v roce 1989 a původní složení bylo: Ringo Starr (bicí, zpěv), Joe Walsh (kytara, piáno, zpěv), Nils Lofgren (kytara, akordeon, zpěv), Dr. John (klávesy, zpěv), Billy Preston (klávesy, zpěv), Rick Danko (baskytara, zpěv), Levon Helm (bicí, zpěv), Jim Keltner (bicí) a Clarence Clemons (saxofon, tamburína, zpěv).

## Diskografie
- Ringo Starr and His All-Starr Band (1990)
- Ringo Starr and His All Starr Band Volume 2: Live from Montreux (1993)
- Ringo Starr and His Third All-Starr Band-Volume 1 (1997)
- King Biscuit Flower Hour Presents Ringo & His New All-Starr Band (2002)
- Extended Versions (2003)
- Tour 2003 (2004)
- Ringo Starr and Friends (2006)
- Ringo Starr & His All Starr Band Live 2006 (2008)
- Live at the Greek Theatre 2008 (2010)